# 30 Grad unter Null – Gefangen im Schnee
30 Grad unter Null – Gefangen im Schnee (Originaltitel Centigrade) ist ein US-amerikanisches Filmdrama mit Einflüssen des Katastrophenfilmgenres und des Thrillers. In den Hauptrollen sind Génesis Rodríguez und Vincent Piazza zu sehen.

## Handlung
Die im achten Monat schwangere Naomi und ihr frisch angetrauter Mann Matthew reisen in die arktischen Berge Norwegens. Aufgrund eines starken Schneesturms erweist sich ihre Weiterfahrt in ihrem SUV als unmöglich. Daher stoppen sie das Fahrzeug und hoffen, dass der Sturm nachlässt. Am nächsten Morgen stellen sie entsetzt fest, dass sie unter Schnee- und Eisschichten begraben wurden und ums Überleben kämpfen müssen. Die Temperaturen sinken derweil unaufhaltsam auf ein gefährliches Niveau herab. Sie stellen fest, dass nur noch wenig Treibstoff im Tank ist und sie es mit einem schwindenden Nahrungsvorrat zu tun haben. Die Situation führt dazu, dass es zwischen den beiden zu Spannungen, gegenseitigen Schuldzuweisungen und der Offenbarung persönlicher Geheimnisse kommt. Matt und Naomi erkennen, dass sie zusammenarbeiten müssen, um in diesem Kampf gegen die Elemente, die Unterkühlung, störende Halluzinationen und sinkende Temperaturen zu überleben.
Nach einer Panikattacke setzen bei Naomi die Wehen ein. Matt hilft seiner Frau bei der Geburt ihres kleinen Mädchens. Naomi schlägt vor, sie Olivia (kurz Liv) zu nennen, womit Matt einverstanden ist. Matt leidet weiterhin unter Unterkühlung und Erfrierungen. Dennoch versucht er, einen Tunnel durch das Fenster zu graben.
Naomi bemüht sich, ihre neugeborene Tochter zu beruhigen, und Matt bietet seinen Mantel an, um das Baby warm zu halten. Am nächsten Morgen erwacht Naomi und stellt fest, dass ihr Mann an einer Unterkühlung gestorben ist. Aufgrund der Kälte fällt Naomi in eine Starre. Erst Wassertropfen, die auf ihr Gesicht rieseln, wecken sie und machen sie darauf aufmerksam, dass das Eis am Fenster taut. Sie stellt fest, dass es endlich weich genug ist, um durchzubrechen. Sie schnappt sich ihre Sachen, wickelt das Baby ein und schafft es, aus dem Fahrzeug zu fliehen.
Nach stundenlangem Herumirren in der Wildnis findet Naomi schließlich ein abgelegenes Hotel am Rande der Zivilisation.
Vor dem Abspann wird bekannt, dass Naomi und Olivia in ein örtliches Krankenhaus gebracht und wegen Dehydrierung, Unterkühlung, Erfrierungen und schwerer Unterernährung behandelt wurden. Experten glauben, dass sie aufgrund des „Iglu-Effekts“ überlebt haben, der sie vor den Elementen schützte und die von ihnen erzeugte Wärme einfing.

## Hintergrund
Das ursprüngliche Drehbuch von Daley Nixon basierte auf dem realen Fall des Schweden Peter Skyllberg, der kaum noch lebend aus seinem schneebedeckten Auto gezogen wurde. Er harrte dort zwei Monate lang bei Minustemperaturen aus und nahm nur Schnee auf, um zu überleben. Das Drehbuch wurde 2017 über die Website InkTip gefunden und ausgewählt.

## Produktion
Die Dreharbeiten fanden zwischen 2018 und 2019 in Staten Island und in Norwegen statt.
Beide Hauptdarsteller verloren während der Dreharbeiten 10 Kilogramm Körpergewicht.

## Veröffentlichung
Der Film feierte am 27. August 2020 seine Premiere auf dem Sidewalk Film Festival.

## Rezeption
„Ein minimalistischer Survival-Film, dessen Protagonisten indes wenig unternehmen, um sich aus ihrer misslichen Lage zu befreien. Statt auf die übliche Genre-Spannungsdramaturgie setzt der Film somit aufs zwischenmenschliche Drama der Eingeschlossenen; deren Charaktere bekommen jedoch nicht genug Format, um die Handlung zu tragen.“

„Ideenloses Kammerspiel ohne Nervenkitzel.“

Cinema urteilt final, die „Figuren sind distanziert, die Story ist öde.“.
Oliver Armknecht urteilt für Film-Rezensionen.de, dass es dem Film an Ereignissen fehle. Der Ablauf sei „so eintönig und ereignislos, dass man schnell jegliches Zeitgefühl verliert“. Final wird geschrieben, dass „30 Grad unter Null – Gefangen im Schnee wird nie so spannend oder so bewegend, wie man es bei einer solchen Geschichte erwarten sollte.“
Auf Rotten Tomatoes hat der Film eine Wertung von 40 % bei 47 Reviews. Im Audience Score der Seite kommt er bei über 50 Bewertungen auf eine katastrophale Wertung von 25 %. In der Internet Movie Database hat der Film bei über 3.700 Stimmenabgaben eine Wertung von 4,4 von 10,0 möglichen Sternen.